# Dumb Ways to Die
Dumb Ways to Die (engl. „Dumme Arten zu sterben“) ist eine Sicherheitskampagne der Metro Trains in Melbourne, Australien, um Unfälle zu verhindern, bei denen Menschen zu nahe am Bahnsteigrand stehen, sodass sie durch den Sog durchfahrender Züge mitgerissen werden und zu Tode kommen können. Die auf Virales Marketing setzende Kampagne wurde von der Werbeagentur McCann in Melbourne entwickelt.
Besondere Aufmerksamkeit erlangte die Kampagne durch das gleichnamige Musikvideo, welches im November 2012 veröffentlicht wurde und in dem Zeichentrickfiguren auf unterschiedliche, oft brutale Art und Weise zu Tode kommen. Die Musik stammt von Ollie McGill von der Gruppe The Cat Empire (Text von John Mescall), die Animationen von Julian Frost, Produzent war Cinnamon Darvall. Die Sängerin ist Emily Lubitz von McGills anderer Band Tinpan Orange. Auf iTunes wurde das Lied unter dem Bandnamen Tangerine Kitty angeboten. Am Tag der Veröffentlichung erreichte das Lied Platz 10 der iTunes-Charts, vier Tage später weltweit Platz 6. Auf der Videoplattform YouTube wurde das Video zur Kampagne in den ersten zehn Tagen knapp 25 Millionen Mal aufgerufen.
Mitte 2013 wurde eine gleichnamige Mobile App mit 15 (wahlweise nur 14) Minispielen für die mobilen Betriebssysteme Apple iOS und Android veröffentlicht.

## Rezeption
Die ungewöhnliche Kampagne wurde weltweit in den Medien rezipiert. Arlene Paredes von der International Business Times bezeichnete das Video als „das niedlichste Public Service Announcement aller Zeiten“.
2013 wurde das Video mit einem Webby Award ausgezeichnet, außerdem war es Gewinner auf dem International Festival of Creativity in Cannes.